# شعاعیان
شعاعیان (نام علمی: Radiolaria) نام یک شاخه از پروتوزوآ در حوزه یوکاریوت است که استخوان‌بندی پیچیده‌ای با استفاده از کانی‌ها تشکیل می‌دهند. آنها پلانکتون‌های اقیانوسی (زئوپلانکتون) با تقارن کروی یا شعاعی و چندوجهی منتظم هستند. شعاعیان در سنگواره‌های عصر کامبرین یافت شده‌اند.

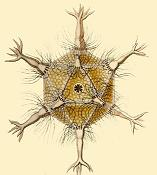
Circogonia icosahedra